# Муфтијство новосадско
Муфтијство новосадско је једна од две организације исламских верника на подручју аутономне покрајине Војводине у Србији. Налази се у саставу Исламске заједнице у Србији и чини једно од три муфтијства ове заједнице. Има седиште у Новом Саду, а на челу муфтијства се налази муфтија Фадил Мурати. Муфтијство је подељено у четири организационе целине: Нови Сад, Беочин, Суботица и Зрењанин. Поред Новосадског муфтијства Исламске заједнице у Србији, на подручју Војводине делује и Муфтијство војвођанско, које је у саставу Исламске заједнице Србије.